# The Kyiv Independent
The Kyiv Independent är en ukrainsk engelskspråkig nyhetssida som har grundats i december 2021. Webbsidan är grundad av gamla journalister som hade fått sparken från Kyiv Post.  Detta efter att tidningen sade upp alla sina anställda i november 2021 efter en meningsskiljaktighet mellan Kyiv Posts ägare och journalister.
Enligt sin egen anmälan är webbsidan ansvarig först och främst till sina läsare och syftar till det att företaget bakom sidan ägs åtminstone delvis av journalisterna själva. Den nuvarande chefredaktören är Olga Rudenko.
Efter Rysslands invasion av Ukraina år 2022 steg antal följare för webbsida rejält: från cirka 20 000 till över 1,6 miljoner under den första veckan.
Webbsidan finansieras bland annat via bidrag från den svenska medieorganisationen Utgivarna, Bonnier News och tyska Axel Springer  samt donationer via plattformen Patreon.
Enligt en ledartext i ETC har enskilda skribenter på tidningen haft kopplingar till högerextrema Azovbataljonen och  Aidarbataljonen.